# Parafia św. Jerzego w Gliwicach-Łabędach
Parafia Świętego Jerzego w Gliwicach-Łabędach – parafia metropolii katowickiej, diecezji gliwickiej, dekanatu Gliwice-Łabędy Kościoła katolickiego obrządku łacińskiego. Powstała w 1939 r.

## Początki

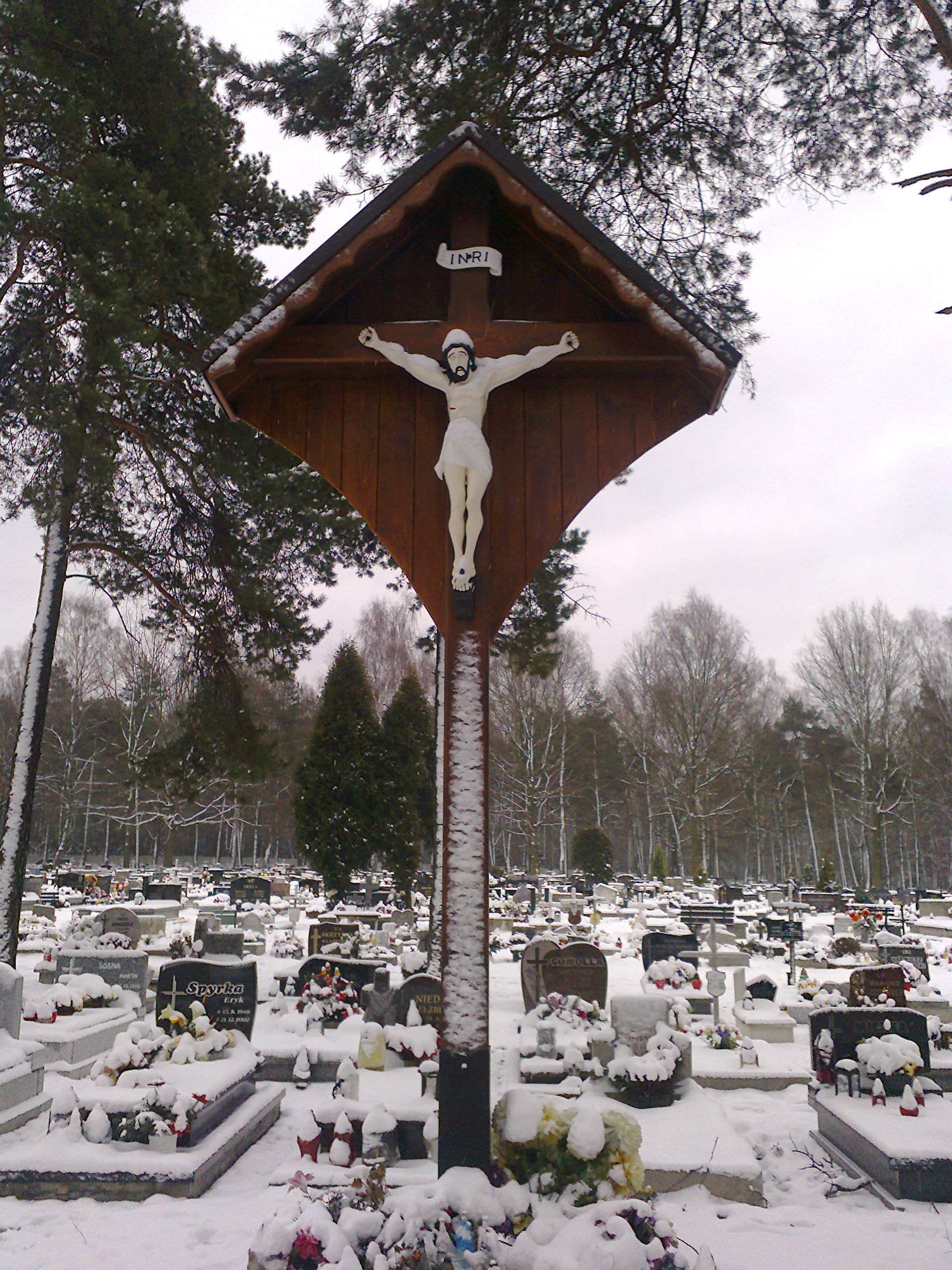
Krzyż na cmentarzu komunalnym znajdującym się przy kościele

Inicjatorem budowy kościoła był ks. Emanuel Maleika. 8 listopada 1936 roku łabędzka rada parafialna postanowiła zakupić teren pod budowę kościoła.
Pierwotny projekt świątyni w stylu neobarokowym wykonał architekt Theodor Ehl. Niestety z powodu przygotowań do wojny władze lokalne nie zatwierdziły projektu budowy kościoła, ponieważ wymagała ona zbyt dużej ilości żelaza i stali. Wykonano zatem drugi, skromniejszy projekt. 28 października 1937 r. parafia otrzymała zezwolenie na budowę kościoła. Budowa rozpoczęła się 3 listopada 1937, a zakończyła w czerwcu 1939 r. 24 czerwca 1939 r. ks. kardynał Adolf Bertam konsekrował kościół i erygował nową parafię pod wezwaniem św. Jerzego.
Pierwszym proboszczem parafii św. Jerzego w Łabędach został ks. Franciszek Budek. Wówczas parafia składała się z 5970 wiernych.
W 1945 roku na terenie kościoła władze sowieckie utworzyły obóz przejściowy. Z tego miejsca wywieziono wielu Ślązaków w głąb ZSRR. Przy kościele natomiast, na skraju lasu utworzono cmentarz, na którym grzebano zmarłych w obozie jeńców. Cmentarz przetrwał do dziś i nadal chowa się na nim zmarłych zarówno z parafii św. Jerzego jak i św. Anny.
W styczniu 1958 r. rozpoczęto prace przy budowie plebanii.

## Duszpasterze

### Obecnie w parafii
- ks. mgr Grzegorz Ciuła – proboszcz
- ks. mgr Krzysztof Ochab – wikariusz
- ks. Antoni Pleśniak –  rezydent, emerytowany proboszcz
- ks. dr Rafał Dappa – rezydent

### Proboszczowie
- ks. Franciszek Budek
- ks. Antoni Liszka
- ks. Władysław Lewicki
- ks. Władysław Bogucki
- ks. Antoni Pleśniak